# The Healer
Albums de John Lee Hooker
Highway 51
(1989) Lonesome Road
(1990)
The Healer est un album de blues de John Lee Hooker produit en 1989. 
Cet album sur lequel sont présents de nombreux artistes et souvent amis du bluesman (Bonnie Raitt, Charlie Musselwhite, Los Lobos, Carlos Santana...) a reçu une très bonne réception critique et commerciale se voyant couronné d'un Grammy award.

## Morceaux de l'album
Toutes les chansons sont des compositions de John Lee Hooker (sauf mention contraire).
1. "The Healer" avec Carlos Santana (Hooker, Roy Rogers, Carlos Santana, Chester Thompson) - 5:36
2. "I'm in the Mood" avec Bonnie Raitt  - (Hooker, Bernard Besman) – 4:30
3. "Baby Lee" avec Robert Cray - (Hooker, James Bracken) – 3:43
4. "Cuttin' Out" - avec Canned Heat – 4:35
5. "Think Twice Before You Go" - Los Lobos – 2:58
6. "Sally Mae" - avec George Thorogood - (Hooker, Bracken) – 3:15
7. "That's Alright" avec Charlie Musselwhite – 4:23
8. "Rockin' Chair" – 4:09
9. "My Dream" – 4:02
10. "No Substitute" – 4:07

## Personnel
- John Lee Hooker – voix (instrument), guitare, steel guitar
- Carlos Santana – guitare
- Chepito Areas – timbales
- Armando Peraza – congas
- Ndugu Chancler – batterie
- Chester Thompson – claviers, synthétiseurs
- Bonnie Raitt – voix, slide guitar
- Roy Rogers – guitare, slide guitar
- Scott Mathews – batterie
- Robert Cray – guitare
- Richard Cousins – guitare basse
- Henry Vestine – guitare
- Larry Taylor – basse
- Fito de la Parra – batterie
- Charlie Musselwhite – harmonica
- Cesar Rosas – guitare
- David Hidalgo – guitare, accordéon
- Louie Pérez – batterie
- Conrad Lozano – bass
- Steve Berlin – saxophone
- George Thorogood – guitare
- Steve Ehrmann – basse